# Ilija Nestorovski
Ilija Nestorovski (makedonsky Илија Несторовски; * 12. března 1990, Prilep) je severomakedonský fotbalový útočník a reprezentant od července 2019 působící v italském klubu Udinese Calcio. Mimo Severní Makedonii působil na klubové úrovni v Česku, Chorvatsku a Itálii.

## Klubová kariéra
Svoji fotbalovou kariéru začal v FK Pobeda Prilep, kde se postupně propracoval až do A-týmu. V prvním mužstvu podával velmi kvalitní výkony a nastoupil celkem do 96 zápasů a vstřelil 39 branek. V roce 2010 zamířil do českého týmu 1. FC Slovácko. V mužstvu ale pravidelně nenastupoval a hrál především za rezervu nebo hostoval. Konkrétně v roce 2011 ve Viktorii Žižkov a v roce 2012 v Metalurgu Skopje. Před sezonou 2013/14 Slovácko definitivně opustil a zamířil do chorvatského NK Inter Zaprešić.
V červenci 2016 se stal hráčem italského klubu US Palermo.

## Reprezentační kariéra
Nestorovski reprezentoval Severní Makedonii v mládežnických kategoriích U19 a U21.
V reprezentačním A-mužstvu Severní Makedonie debutoval 9. 10. 2015 ve Skopje v kvalifikačním utkání proti reprezentaci Ukrajiny (prohra 0:2).